# Kollerhammer (Kleinschwarzenbach)
Kollerhammer war ein Gemeindeteil der Gemeinde Kleinschwarzenbach im Landkreis Münchberg (Oberfranken, Bayern). Der Ort lag in der Gemarkung Kleinschwarzenbach.

## Geografie
Die Einöde Kollerhammer lag rechts des Lehstenbachs und trug die Hausnummer 57 des Ortes Kleinschwarzenbach.

## Geschichte
Mit der Gemeindebildung von Kleinschwarzenbach im Jahr 1818 gehörte das Anwesen rechts des Lehstenbachs zur Ruralgemeinde Kleinschwarzenbach, während die Anwesen links des Lehstenbachs bei der Munizipalgemeinde Helmbrechts verblieben. Im Zuge der Gebietsreform in Bayern wurde Kollerhammer am 1. Juli 1972 nach Helmbrechts eingemeindet und mit dem Helmbrechtser Gemeindeteil Kollerhammer vereinigt.

### Einwohnerentwicklung
| Jahr      | 1849  | 1861  | 1871  | 1885  | 1900   | 1925   | 1950   | 1961   | 1970  |
| Einwohner | 5     | 30    | 3     | 2     | 4      | 3      | 4      | 5      | 7     |
| Häuser    |       |       |       | 1     | 1      | 1      | 1      | 2      |       |
| Quelle    | [ 4 ] | [ 7 ] | [ 8 ] | [ 9 ] | [ 10 ] | [ 11 ] | [ 12 ] | [ 13 ] | [ 1 ] |

## Religion
Kollerhammer ist evangelisch-lutherisch geprägt und bis heute nach St. Johannes der Täufer (Helmbrechts) gepfarrt.